# Kenta Mukuhara
Kenta Mukuhara (椋原 健太, Mukuhara Kenta) est un footballeur japonais né le 6 juillet 1989. Il évolue au poste de défenseur au Sanfrecce Hiroshima en prêt du Cerezo Osaka.

## Palmarès
- Champion de J-League 2 en 2011 avec le FC Tokyo
- Vainqueur de la Coupe du Japon en 2011 avec le FC Tokyo
- Vainqueur de la Coupe de la Ligue japonaise en 2009 avec le FC Tokyo
- Vainqueur de la Coupe Suruga Bank en 2010 avec le FC Tokyo